# І просто так...
«І просто так…» (англ. And Just Like That…) — американський серіал, сиквел «Секс і місто» і двох його кінопродовжень. Прем'єра відбулася 9 грудня 2021 року на стрімінговому сервісі HBO Max.
22 березня 2022 року телесеріал було продовжено на другий сезон 22 серпня 2023 року телесеріал було проведено на третій сезон.

## Сюжет
У серіалі з'являться три героїні «Сексу у великому місті» — Керрі Бредшоу, Міранда Хоббс та Шарлотта Йорк (Саманти Джонс серед персонажів немає). Дія відбувається через 20 років.

## Актори та персонажі

### У головних ролях
| Актор                | Роль              |
| -------------------- | ----------------- |
| Сара Джессіка Паркер | Керрі Бредшоу     |
| Крістін Девіс        | Шарлотта Йорк     |
| Синтія Ніксон        | Міранда Хоббс     |
| Ніколь Арі Паркер    | Ліза Тодд Векслі  |
| Саріта Чоудхурі      | Сіма Патель       |
| Сара Рамірес         | Че Діас           |
| Карен Піттман        | Доктор Нія Уоллес |
| Ісаак Коул Пауелл    | Джордж            |
| Девід Ейгенберг      | Стів Брейді       |

### Актори другого плану
| Актор                 | Роль               |
| --------------------- | ------------------ |
| Бренда Ваккаро        | Глорія Маркетт     |
| Іван Ернандес         | Франклін           |
| Крістофер Ніл Джексон | Герберт Векслі     |
| Лерой МакКлейн        | Андре Рашад Уоллес |

### В епізодичних ролях
| Актор           | Роль                               |
| --------------- | ---------------------------------- |
| Кріс Нот        | Чоловік Її Мрії (Містер Біг, Джон) |
| Маріо Кантоне   | Ентоні Марантіно                   |
| Віллі Гарсон    | Стенфорд Блетч                     |
| Девід Ейгенберг | Стів Брейді                        |
| Еван Хендлер    | Гаррі Голденблатт                  |
| Алекса Свінтон  | Роза Голденблатт                   |
| Кеті Ан         | Лілі Голденблатт                   |
| Крі Чіккіно     | Луїза Торрес                       |
| Ніал Каннінгем  | Бреді Хоббс                        |
| Артем Лисков    | Меттью                             |

## Виробництво
Про початок роботи над проєктом стало відомо у січні 2021 року. Зйомки розпочалися у Нью-Йорку навесні 2021 року. Серіал включатиме 10 епізодів, причому актриси, зайняті в головних ролях, отримають мільйон доларів за серію. Шоу покажуть на стрімінговому сервісі HBO Max, для якого цей проєкт має особливе значення: він має радикально розширити свою аудиторію.